# Landtagswahl in Vorarlberg 1928
- SDAPDÖ: 6
- CS: 21
- GDVP: 1
- LB: 2

Die Landtagswahl in Vorarlberg 1928 wurde am 18. März 1928 durchgeführt und war die dritte Landtagswahl in Vorarlberg in der Ersten Republik. 
Dabei konnte die Christlichsoziale Partei (CSP) nach leichten Verlustem mit ca. 59 % die absolute Stimmen- und Mandatsmehrheit halten und stellte in der Folge 21 der 30 Landtagsabgeordneten. Den zweiten Platz belegte die Sozialdemokratische Arbeiterpartei Deutschösterreichs (SDAPDÖ), die mit deutlichem Zuwachs 21,3 % und 6 Mandate erzielte und damit der Großdeutschen Volkspartei ein Mandat abnahm. Die Großdeutsche Volkspartei (GDVP) verlor leicht, erreichte ca. 8,8 % der Stimmen und somit nur noch ein Mandat. Der Landbund für Vorarlberg erhielt wieder mit knapp über 9 % der Stimmen zwei Mandate. Die Nationalsozialisten kamen auf etwa 1 % der Stimmen und verfehlten den Einzug in den Landtag klar.

## Wahlergebnis
|                                                         | Ergebnisse 1928 | Ergebnisse 1928 | Ergebnisse 1928 |
| ------------------------------------------------------- | --------------- | --------------- | --------------- |
| Partei                                                  | Stimmen         | %               | Mand.           |
| Christlichsoziale Partei (CSP)                          | 45.332          | 59,3 %          | 21              |
| Sozialdemokratische Arbeiterpartei Österreichs (SDAPDÖ) | 16.244          | 21,3 %          | 6               |
| Landbund (LB)                                           | 7.337           | 9,6 %           | 2               |
| Großdeutsche Volkspartei (GDVP)                         | 6.750           | 8,8 %           | 1               |
| Nationalsozialistische Deutsche Arbeiterpartei (NSDAP)  | 763             | 1,0 %           | –               |
| Gesamt                                                  | 76.429          | 100,00 %        | 30              |